# Indigofera malongensis
Indigofera malongensis är en ärtväxtart som beskrevs av Arthur John Cronquist. Indigofera malongensis ingår i släktet indigosläktet, och familjen ärtväxter. Inga underarter finns listade i Catalogue of Life.